# Ligne principale Sanyō
 (novembre 2023).
Si vous disposez d'ouvrages ou d'articles de référence ou si vous connaissez des sites web de qualité traitant du thème abordé ici, merci de compléter l'article en donnant les références utiles à sa vérifiabilité et en les liant à la section « Notes et références ».
Ne doit pas être confondu avec la ligne principale Sanyo Electric Railway de la compagnie Sanyo Electric Railway
La ligne principale Sanyō (山陽本線, San'yō-honsen) est une ligne ferroviaire de l'ouest de l'île de Honshu au Japon. Elle relie la gare de Kobe à celle de Moji à Kitakyūshū. La ligne longe la côte nord de la mer intérieure de Seto. La ligne Shinkansen Sanyō a un parcours parallèle depuis 1972.

## Origine du nom
Le nom Sanyō est dérivé de l'ancien nom de la région et de l'axe historique du San'yōdō, la route qui parcourt le côté ensoleillé des montagnes, soit l'adret.

## Description
La ligne principale Sanyō appartient aux deux compagnies JR suivantes :
- JR West (Kobe - Shimonoseki), 528,1 km.
- JR Kyushu (Shimonoseki - Moji), 6,3 km.

Les trains de marchandises de la JR Freight empruntent également la ligne.
La ligne Wadamisaki, une courte section de 2,7 km entre la gare de Hyōgo et la gare de Wadamisaki à Kobe fait techniquement partie de la ligne principale Sanyō. Une courte section reliant le terminal de fret de Kitakyushu est y est également incluse.

## Histoire
Originellement la plus grande partie de la ligne entre Kobe et Shimonoseki fut construite par la compagnie privée Sanyo Railway (Chemin de fer Sanyō) entre 1888 et 1901. Initialement la section entre la gare de Hyōgo (à Kobe) et la gare d'Akashi fut ouverte en 1888. En 1889, elle fut étendue à l'est jusqu'à la gare de Kobe et à l'ouest jusqu'à la gare de Tatsuno. La ligne s'est graduellement étendue vers l'ouest, pour finalement, en 1901, atteindre la gare de Bakan, l'actuelle gare de Shimonoseki. À la suite de la nationalisation des trains en 1906, elle fut rachetée par le gouvernement japonais et renommée en ligne principale Sanyō.
En 1934 la ligne Gantoku entre Iwakuni et Tokuyama (aujourd'hui Shunan) fut ouverte et remplaça l'ancienne ligne. En 1944, la ligne fut à nouveau transformée pour permettre les croisements grâce à 2 voies parallèles entre Kobe et Shimonoseki.
La ligne principale Sanyō reliait Kyūshū par ferry depuis Shimonoseki. En 1942, le tunnel ferroviaire de Kanmon sous le détroit de Kanmon fut construit et la ligne Sanyō étendue jusqu'à la gare de Moji.
À l'exception de la section Wadamisaki, la ligne entière fut électrifiée en 1964, l'année d'ouverture du Shinkansen Tōkaidō entre la gare de Tokyo et celle de Shin-Osaka. Entre Shin-Osaka et la gare principale d'Osaka plusieurs express circulent sur la ligne Sanyō et continuent pour l'ouest d'Honshū et la connexion avec Kyūshū. Le Shinkansen fut étendu sous le nom de Shinkansen Sanyō. Il fut prolongé jusqu'à la gare d'Okayama en 1972 et jusqu'à la gare de Hakata en 1975. Ainsi les express disparurent de la ligne Sanyō et depuis 1972, elle est principalement utilisée par des trains régionaux et marchandises, ainsi que par les trains de nuit tel que le train Fuji entre Tokyo et Ōita (jusqu'en 2009).

## Caractéristiques

### Ligne
- Longueur : 537,1 km
- Ecartement : 1 067 mm
- Alimentation : 
  - 1 500 V cc (de Kobe au tunnel de Kanmon et la ligne Wadamisaki)
  - 20 000 V 60 Hz (à Moji)
- Nombre de voies :
  - Quadruple voie de Kobe à Nishi-Akashi et de Kaitaichi à Hiroshima
  - Double voie de Nishi-Akashi à Kaitaichi et de Hiroshima à Moji
  - Voie unique pour la ligne Wadamisaki

### Services et interconnexions
L'exploitation de la ligne est divisée en plusieurs sections relativement indépendantes :
- La section entre Kobe et Himeji, qui prend le nom de ligne JR Kobe, et qui est identifiée par la lettre A. Elle a un fort trafic de train de banlieue.
- La section entre Himeji et Kamigōri, identifiée également par la lettre A.
- Les sections entre Kamigōri et Okayama (S), et entre Okayama et Fukuyama (W), qui font partie du réseau urbain d'Okayama.
- La section entre Fukuyama et Mihara, identifiée par la lettre X.
- Les sections entre Mihara et Hiroshima (GR), qui font partie du réseau urbain d'Hiroshima.
- La section entre Iwakuni et Shimonoseki.
- La section entre Shimonoseki et Moji, identifiée par le symbole JA, qui fait le lien entre les réseaux JR West et JR Kyushu.

La ligne est empruntée par quelques trains de type Limited Express :
- Hamakaze : entre Kobe et Himeji (continue jusqu'à Tottori par la ligne Bantan et Osaka par la ligne principale Tōkaidō)
- Sunrise Izumo : entre Kobe et Kurashiki (continue jusqu'à Izumoshi par la ligne Hakubi et Tokyo par la ligne principale Tōkaidō)
- Sunrise Seto : entre Kobe et Okayama (continue jusqu'à Takamatsu par la ligne Seto-Ōhashi et Tokyo par la ligne principale Tōkaidō)
- Super Hakuto : entre Kobe et Kamigōri (continue jusqu'à Tottori par la ligne Chizu et Kyoto par la ligne principale Tōkaidō)
- Super Inaba : entre Okayama et Kamigōri (continue jusqu'à Tottori par la ligne Chizu)
- Yakumo : entre Okayama et Kurashiki (continue jusqu'à Izumoshi par la ligne Hakubi)

### Liste des gares
Il y a 118 gares passagers et cinq gares fret. Certaines gares servent à la fois pour les passagers et le fret.

#### Section Kobe - Himeji

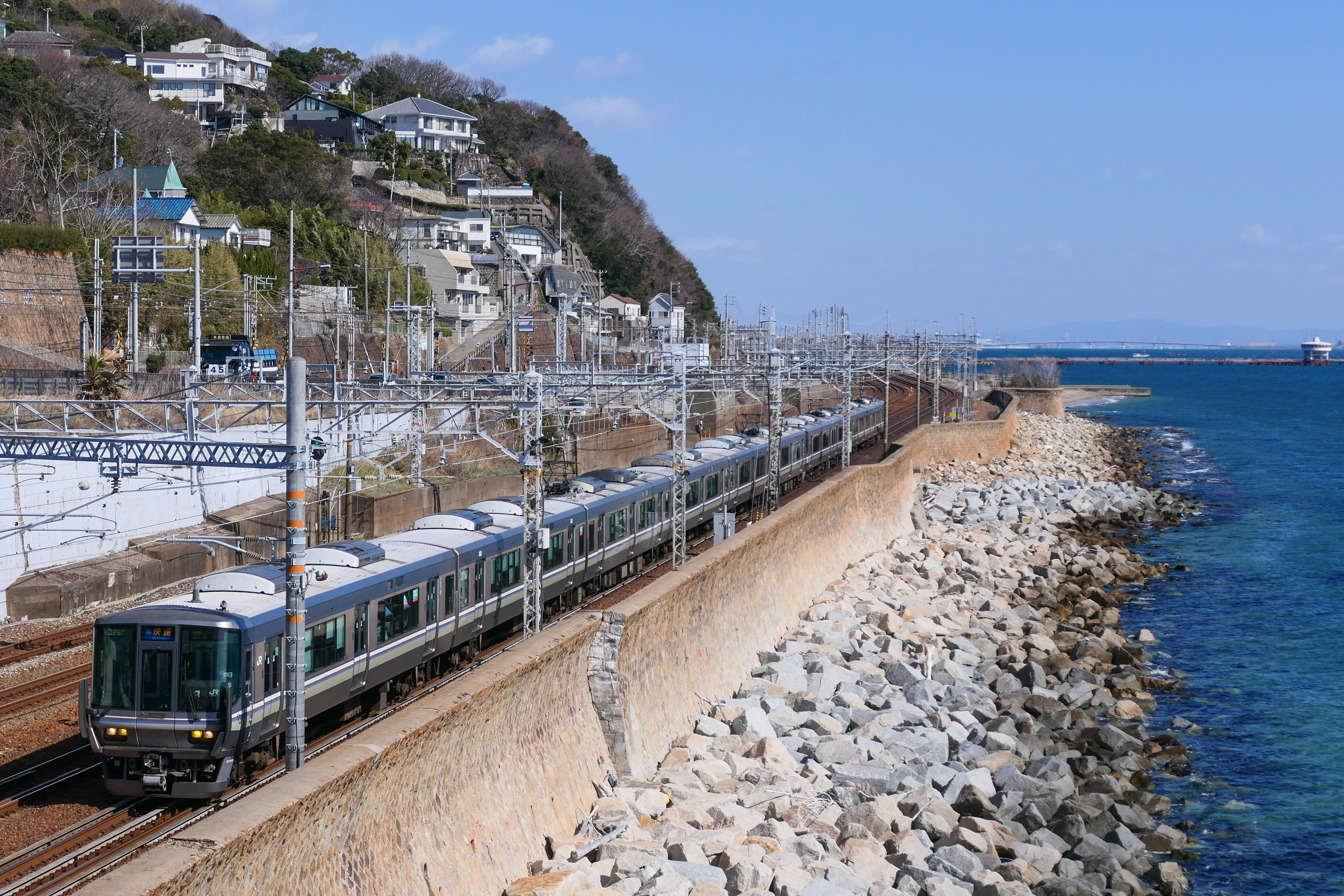
La ligne entre Suma et Shioya

Cette section est exploitée sous le nom de ligne JR Kobe.

#### Section Himeji - Itozaki

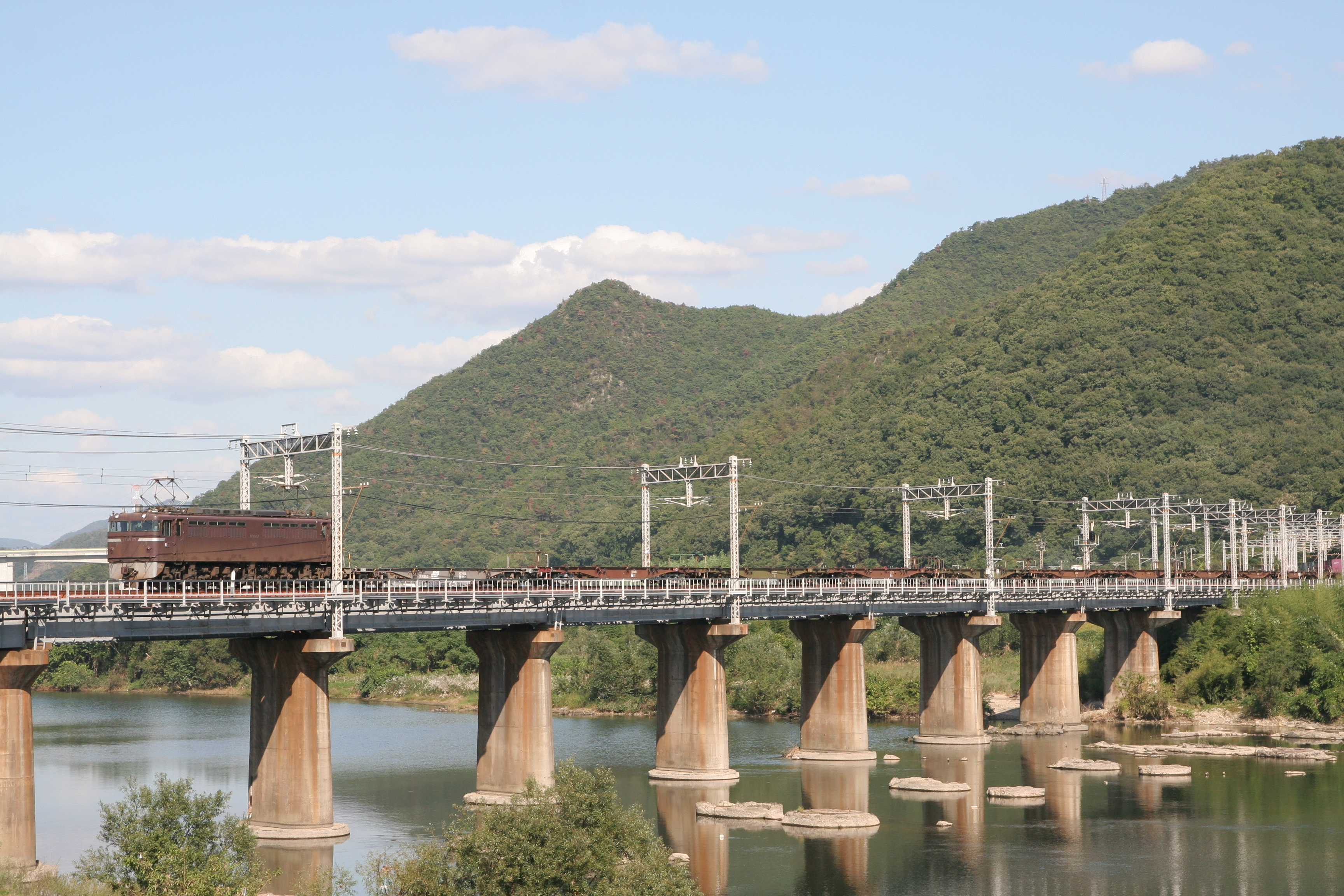
La ligne traverse la rivière Yoshii entre Kumayama et Mantomi

| Gare                          | Nom japonais | Distance depuis Kobe (km) | Correspondances | Localisation | Localisation            |
| ----------------------------- | ------------ | ------------------------- | --- | ------------ | ----------------------- |
| Himeji                        | 姫路         | 54,8                      | JR West : Sanyō Shinkansen, Bantan (interconnexion), Kishin Sanyo Electric Railway : Ligne principale (à Sanyo Himeji) | Himeji       | Préfecture de Hyōgo     |
| Agaho                         | 英賀保       | 59,4                      | | Himeji       | Préfecture de Hyōgo     |
| Harima-Katsuhara              | はりま勝原駅 | 62,2                      | | Himeji       | Préfecture de Hyōgo     |
| Aboshi                        | 網干         | 65,1                      | | Himeji       | Préfecture de Hyōgo     |
| Tatsuno                       | 竜野         | 71,0                      | | Tatsuno      | Préfecture de Hyōgo     |
| Aioi                          | 相生         | 75,5                      | JR West : Sanyō Shinkansen, Akō (interconnexion)                                                                       | Aioi         | Préfecture de Hyōgo     |
| Une                           | 有年駅       | 83,1                      | | Akō          | Préfecture de Hyōgo     |
| Kamigōri                      | 上郡         | 89,6                      | Chizu Express Company : Chizu (interconnexion)                                                                         | Kamigōri     | Préfecture de Hyōgo     |
| Mitsuishi                     | 三石         | 102,4                     | | Bizen        | Préfecture d'Okayama    |
| Yoshinaga                     | 吉永         | 109,5                     | | Bizen        | Préfecture d'Okayama    |
| Wake                          | 和気         | 114,8                     | | Wake         | Préfecture d'Okayama    |
| Kumayama                      | 熊山         | 119,4                     | | Akaiwa       | Préfecture d'Okayama    |
| Mantomi                       | 万富         | 123,5                     | | Okayama      | Préfecture d'Okayama    |
| Seto                          | 瀬戸         | 128,0                     | | Okayama      | Préfecture d'Okayama    |
| Jōtō                          | 上道         | 132,7                     | | Okayama      | Préfecture d'Okayama    |
| Higashi-Okayama               | 東岡山       | 136,1                     | JR West : Akō (interconnexion)                                                                                         | Okayama      | Préfecture d'Okayama    |
| Takashima                     | 高島         | 138,9                     | | Okayama      | Préfecture d'Okayama    |
| Nishigawara                   | 西川原       | 140,8                     | | Okayama      | Préfecture d'Okayama    |
| Okayama                       | 岡山         | 143,4                     | JR West : Sanyō Shinkansen, Seto-Ōhashi, Uno, Tsuyama, Kibi Tramway d'Okayama                                          | Okayama      | Préfecture d'Okayama    |
| Nishi-Okayama (terminal fret) | 西岡山(貨)   | 145,9                     | | Okayama      | Préfecture d'Okayama    |
| Kitanagase                    | 北長瀬       | 146,8                     | | Okayama      | Préfecture d'Okayama    |
| Niwase                        | 庭瀬         | 149,9                     | | Okayama      | Préfecture d'Okayama    |
| Nakashō                       | 中庄         | 154,6                     | | Kurashiki    | Préfecture d'Okayama    |
| Kurashiki                     | 倉敷         | 159,3                     | JR West : Hakubi (interconnexion) Mizushima Rinkai Railway : Mizushima (à Kurashiki-shi)                               | Kurashiki    | Préfecture d'Okayama    |
| Nishiachi                     | 西阿知       | 163,3                     | | Kurashiki    | Préfecture d'Okayama    |
| Shin-Kurashiki                | 新倉敷       | 168,6                     | JR West : Sanyō Shinkansen                                                                                             | Kurashiki    | Préfecture d'Okayama    |
| Konkō                         | 金光         | 174,9                     | | Asakuchi     | Préfecture d'Okayama    |
| Kamogata                      | 鴨方         | 178,4                     | | Asakuchi     | Préfecture d'Okayama    |
| Satoshō                       | 里庄         | 182,4                     | | Satoshō      | Préfecture d'Okayama    |
| Kasaoka                       | 笠岡         | 187,1                     | | Kasaoka      | Préfecture d'Okayama    |
| Daimon                        | 大門         | 194,2                     | | Fukuyama     | Préfecture de Hiroshima |
| Higashi-Fukuyama              | 東福山       | 197,5                     | | Fukuyama     | Préfecture de Hiroshima |
| Fukuyama                      | 福山         | 201,7                     | JR West : Sanyō Shinkansen, Fukuen                                                                                     | Fukuyama     | Préfecture de Hiroshima |
| Bingo-Akasaka                 | 備後赤坂     | 207,5                     | | Fukuyama     | Préfecture de Hiroshima |
| Matsunaga                     | 松永         | 212,4                     | | Fukuyama     | Préfecture de Hiroshima |
| Higashi-Onomichi              | 東尾道       | 215,3                     | | Onomichi     | Préfecture de Hiroshima |
| Onomichi                      | 尾道         | 221,8                     | | Onomichi     | Préfecture de Hiroshima |
| Itozaki                       | 糸崎         | 230,9                     | | Mihara       | Préfecture de Hiroshima |

#### Section Itozaki - Tokuyama

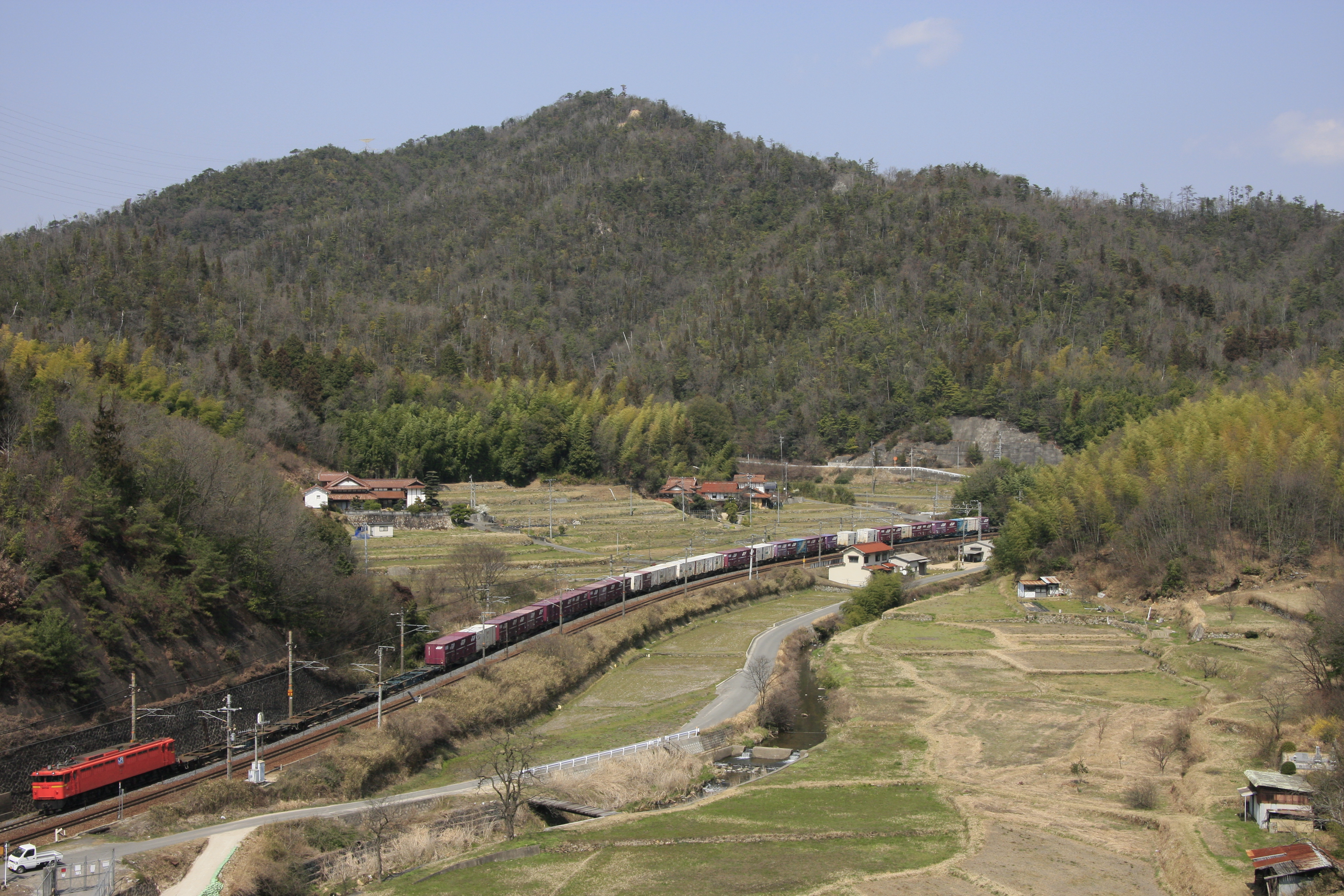
La ligne entre Hachihommatsu et Seno

La portion de la ligne entre Shiraichi et Iwakuni fait partie du réseau urbain d'Hiroshima.
| Gare                       | Nom japonais       | Distance depuis Kobe (km) | Correspondances                                                     | Localisation     | Localisation            |
| -------------------------- | ------------------ | ------------------------- | ------------------------------------------------------------------- | ---------------- | ----------------------- |
| Itozaki                    | 糸崎               | 230,9                     |                                                                     | Mihara           | Préfecture de Hiroshima |
| Mihara                     | 三原               | 233,3                     | JR West : Sanyō Shinkansen, Kure                                    | Mihara           | Préfecture de Hiroshima |
| Hongō                      | 本郷               | 242,8                     |                                                                     | Mihara           | Préfecture de Hiroshima |
| Kōchi                      | 河内               | 255,1                     |                                                                     | Higashihiroshima | Préfecture de Hiroshima |
| Nyūno                      | 入野               | 259,5                     |                                                                     | Higashihiroshima | Préfecture de Hiroshima |
| Shiraichi                  | 白市               | 263.9                     |                                                                     | Higashihiroshima | Préfecture de Hiroshima |
| Nishitakaya                | 西高屋             | 268,3                     |                                                                     | Higashihiroshima | Préfecture de Hiroshima |
| Saijō                      | 西条               | 272,9                     |                                                                     | Higashihiroshima | Préfecture de Hiroshima |
| Jike                       | 寺家               | 275,2                     |                                                                     | Higashihiroshima | Préfecture de Hiroshima |
| Hachihommatsu              | 八本松             | 278,9                     |                                                                     | Higashihiroshima | Préfecture de Hiroshima |
| Seno                       | 瀬野               | 289,5                     |                                                                     | Hiroshima        | Préfecture de Hiroshima |
| Nakanohigashi              | 中野東             | 292,4                     |                                                                     | Hiroshima        | Préfecture de Hiroshima |
| Aki-Nakano                 | 安芸中野           | 294,4                     |                                                                     | Hiroshima        | Préfecture de Hiroshima |
| Kaitaichi                  | 海田市             | 298.3                     | JR West : Kure (interconnexion)                                     | Kaita            | Préfecture de Hiroshima |
| Mukainada                  | 向洋               | 300,6                     |                                                                     | Fuchū            | Préfecture de Hiroshima |
| Tenjingawa                 | 天神川             | 302,4                     |                                                                     | Hiroshima        | Préfecture de Hiroshima |
| Terminal fret de Hiroshima | 広島貨物ターミナル | 303,1                     |                                                                     | Hiroshima        | Préfecture de Hiroshima |
| Hiroshima                  | 広島               | 304,7                     | JR West : Sanyō Shinkansen, Geibi Tramway de Hiroshima : 1, 2, 5, 6 | Hiroshima        | Préfecture de Hiroshima |
| Shin-Hakushima             | 新白島             | 306,5                     | Métro de Hiroshima : Astram                                         | Hiroshima        | Préfecture de Hiroshima |
| Yokogawa                   | 横川               | 307.7                     | JR West : Kabe (interconnexion) Tramway de Hiroshima : 7, 8         | Hiroshima        | Préfecture de Hiroshima |
| Nishi-Hiroshima            | 西広島             | 310,2                     | Tramway de Hiroshima : 2, 3                                         | Hiroshima        | Préfecture de Hiroshima |
| Shin-Inokuchi              | 新井口             | 314,4                     | Tramway de Hiroshima : 2                                            | Hiroshima        | Préfecture de Hiroshima |
| Itsukaichi                 | 五日市             | 316,8                     | Tramway de Hiroshima : 2                                            | Hiroshima        | Préfecture de Hiroshima |
| Hatsukaichi                | 廿日市             | 320,2                     | Tramway de Hiroshima : 2                                            | Hatsukaichi      | Préfecture de Hiroshima |
| Miyauchi-Kushido           | 宮内串戸           | 321,8                     | Tramway de Hiroshima : 2                                            | Hatsukaichi      | Préfecture de Hiroshima |
| Ajina                      | 阿品               | 324,8                     | Tramway de Hiroshima : 2                                            | Hatsukaichi      | Préfecture de Hiroshima |
| Miyajimaguchi              | 宮島口             | 326,5                     | Tramway de Hiroshima : 2                                            | Hatsukaichi      | Préfecture de Hiroshima |
| Maezora                    | 前空               | 328,3                     |                                                                     | Hatsukaichi      | Préfecture de Hiroshima |
| Ōnoura                     | 大野浦             | 331,4                     |                                                                     | Hatsukaichi      | Préfecture de Hiroshima |
| Kuba                       | 玖波               | 336,4                     |                                                                     | Ōtake            | Préfecture de Hiroshima |
| Ōtake                      | 大竹               | 340,8                     |                                                                     | Ōtake            | Préfecture de Hiroshima |
| Waki                       | 和木               | 342,3                     |                                                                     | Waki             | Préfecture de Yamaguchi |
| Iwakuni                    | 岩国               | 346,1                     | JR West : Gantoku                                                   | Iwakuni          | Préfecture de Yamaguchi |
| Minami-Iwakuni             | 南岩国             | 350,7                     |                                                                     | Iwakuni          | Préfecture de Yamaguchi |
| Fujū                       | 藤生               | 353,4                     |                                                                     | Iwakuni          | Préfecture de Yamaguchi |
| Tsuzu                      | 通津               | 358,6                     |                                                                     | Iwakuni          | Préfecture de Yamaguchi |
| Yū                         | 由宇               | 361,6                     |                                                                     | Iwakuni          | Préfecture de Yamaguchi |
| Kōjiro                     | 神代               | 366,8                     |                                                                     | Iwakuni          | Préfecture de Yamaguchi |
| Ōbatake                    | 大畠               | 371,9                     |                                                                     | Yanai            | Préfecture de Yamaguchi |
| Yanaiminato                | 柳井港             | 376,4                     |                                                                     | Yanai            | Préfecture de Yamaguchi |
| Yanai                      | 柳井               | 379,2                     |                                                                     | Yanai            | Préfecture de Yamaguchi |
| Tabuse                     | 田布施             | 385,4                     |                                                                     | Tabuse           | Préfecture de Yamaguchi |
| Iwata                      | 岩田               | 390,9                     |                                                                     | Hikari           | Préfecture de Yamaguchi |
| Shimata                    | 島田               | 395,9                     |                                                                     | Hikari           | Préfecture de Yamaguchi |
| Hikari                     | 光                 | 400,7                     |                                                                     | Hikari           | Préfecture de Yamaguchi |
| Kudamatsu                  | 下松               | 406,9                     |                                                                     | Kudamatsu        | Préfecture de Yamaguchi |
| Kushigahama                | 櫛ヶ浜             | 411,5                     | JR West : Gantoku                                                   | Shūnan           | Préfecture de Yamaguchi |
| Tokuyama                   | 徳山               | 414,9                     | JR West : Sanyō Shinkansen                                          | Shūnan           | Préfecture de Yamaguchi |

#### Section Tokuyama - Moji

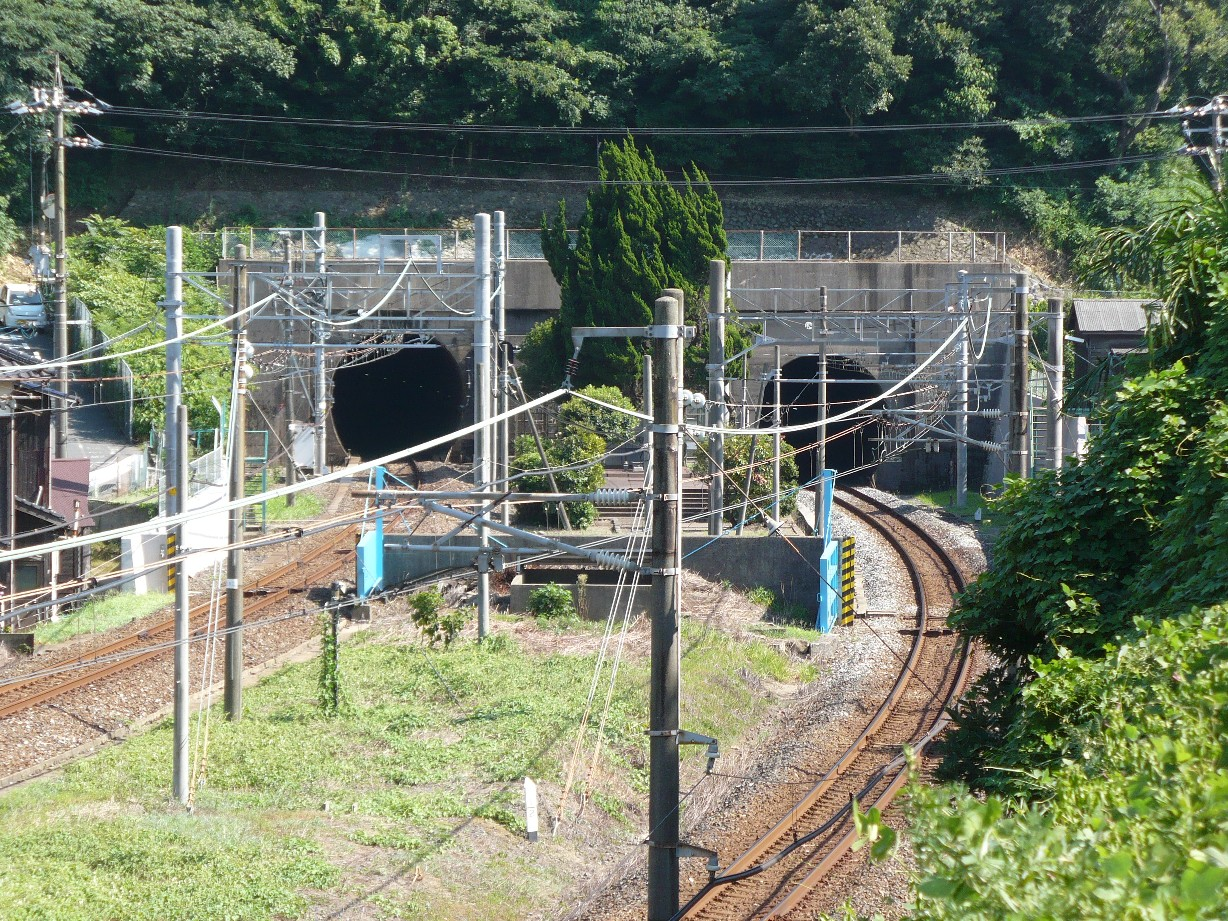
Entrée du tunnel ferroviaire de Kanmon côté Shimonoseki

| Gare                         | Nom japonais | Distance depuis Kobe (km) | Correspondances                            | Localisation | Localisation            |
| ---------------------------- | ------------ | ------------------------- | ------------------------------------------ | ------------ | ----------------------- |
| Tokuyama                     | 徳山         | 414,9                     | JR West : Sanyō Shinkansen                 | Shūnan       | Préfecture de Yamaguchi |
| Shinnan-yō                   | 新南陽       | 419,0                     |                                            | Shūnan       | Préfecture de Yamaguchi |
| Fukugawa                     | 福川         | 421,9                     |                                            | Shūnan       | Préfecture de Yamaguchi |
| Heta                         | 戸田         | 425,7                     |                                            | Shūnan       | Préfecture de Yamaguchi |
| Tonomi                       | 富海         | 434,2                     |                                            | Hōfu         | Préfecture de Yamaguchi |
| Terminal fret de Hōfu        | 防府貨物駅   | 437,2                     |                                            | Hōfu         | Préfecture de Yamaguchi |
| Hōfu                         | 防府         | 441,4                     |                                            | Hōfu         | Préfecture de Yamaguchi |
| Daidō                        | 大道         | 449,2                     |                                            | Hōfu         | Préfecture de Yamaguchi |
| Yotsutsuji                   | 四辻         | 454,0                     |                                            | Yamaguchi    | Préfecture de Yamaguchi |
| Shin-Yamaguchi               | 新山口       | 459,2                     | JR West : Sanyō Shinkansen, Ube, Yamaguchi | Yamaguchi    | Préfecture de Yamaguchi |
| Kagawa                       | 嘉川         | 463,2                     |                                            | Yamaguchi    | Préfecture de Yamaguchi |
| Hon-Yura                     | 本由良       | 467,7                     |                                            | Yamaguchi    | Préfecture de Yamaguchi |
| Kotō                         | 厚東         | 478,0                     |                                            | Ube          | Préfecture de Yamaguchi |
| Ube                          | 宇部         | 484,5                     | JR West : Ube                              | Ube          | Préfecture de Yamaguchi |
| Onoda                        | 小野田       | 488,0                     | JR West : Onoda                            | San'yō-Onoda | Préfecture de Yamaguchi |
| Asa                          | 厚狭         | 494,3                     | JR West : Sanyō Shinkansen, Mine           | San'yō-Onoda | Préfecture de Yamaguchi |
| Habu                         | 埴生         | 502,6                     |                                            | San'yō-Onoda | Préfecture de Yamaguchi |
| Ozuki                        | 小月         | 508,8                     |                                            | Shimonoseki  | Préfecture de Yamaguchi |
| Chōfu                        | 長府         | 515,0                     |                                            | Shimonoseki  | Préfecture de Yamaguchi |
| Shin-Shimonoseki             | 新下関       | 520,9                     | JR West : Sanyō Shinkansen                 | Shimonoseki  | Préfecture de Yamaguchi |
| Hatabu                       | 幡生         | 524,6                     | JR West : Sanin (interconnexion)           | Shimonoseki  | Préfecture de Yamaguchi |
| Shimonoseki                  | 下関         | 528,1                     |                                            | Shimonoseki  | Préfecture de Yamaguchi |
| Tunnel ferroviaire de Kanmon |              |                           |                                            |              |                         |
| Moji                         | 門司         | 534,4                     | JR Kyushu : Kagoshima (interconnexion)     | Kitakyūshū   | Préfecture de Fukuoka   |

## Matériel roulant

### Électrique

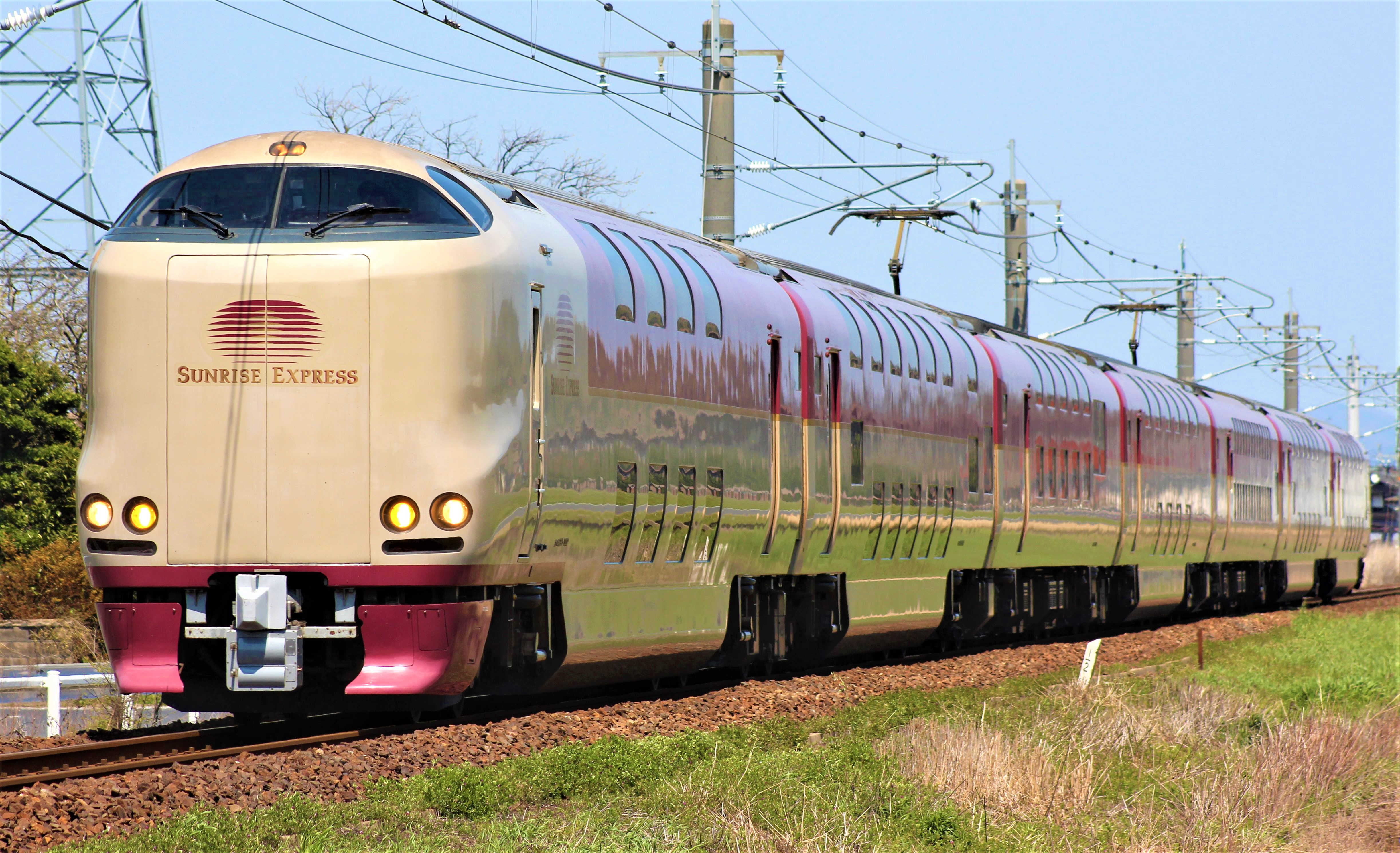
Série 285 (Services Sunrise Izumo et Sunrise Seto)
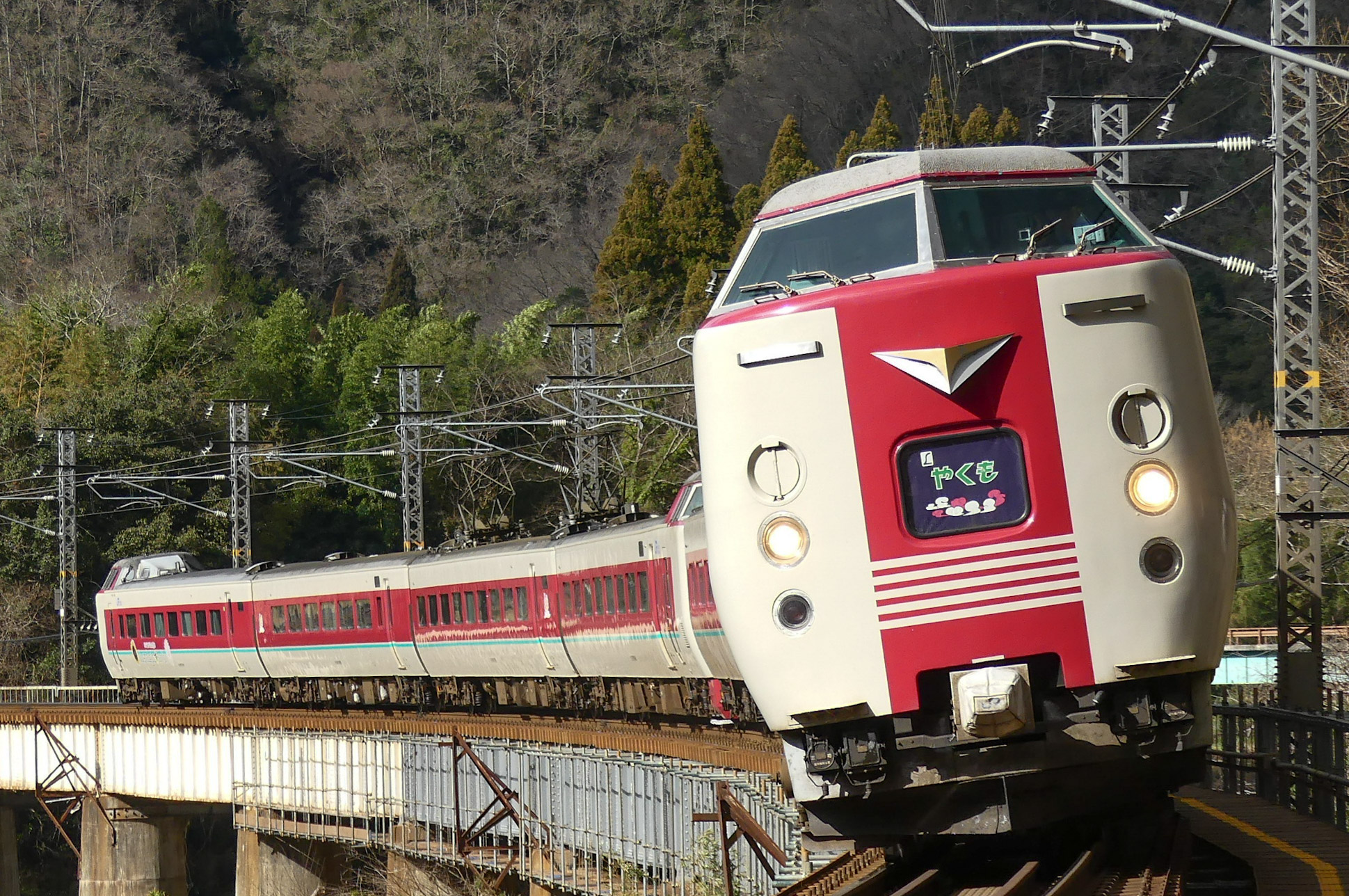
Série 381 (Services Yakumo)
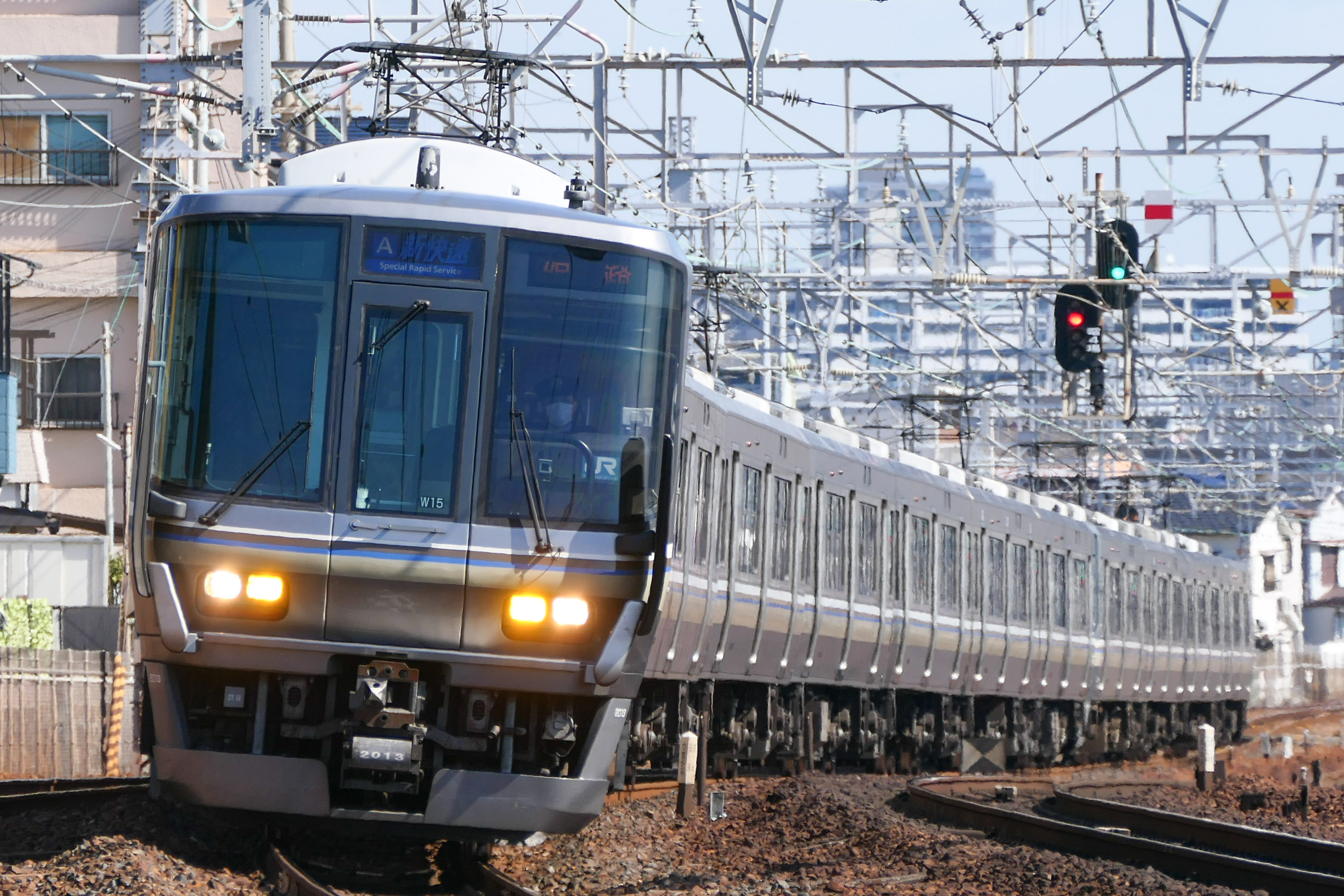
Série 223
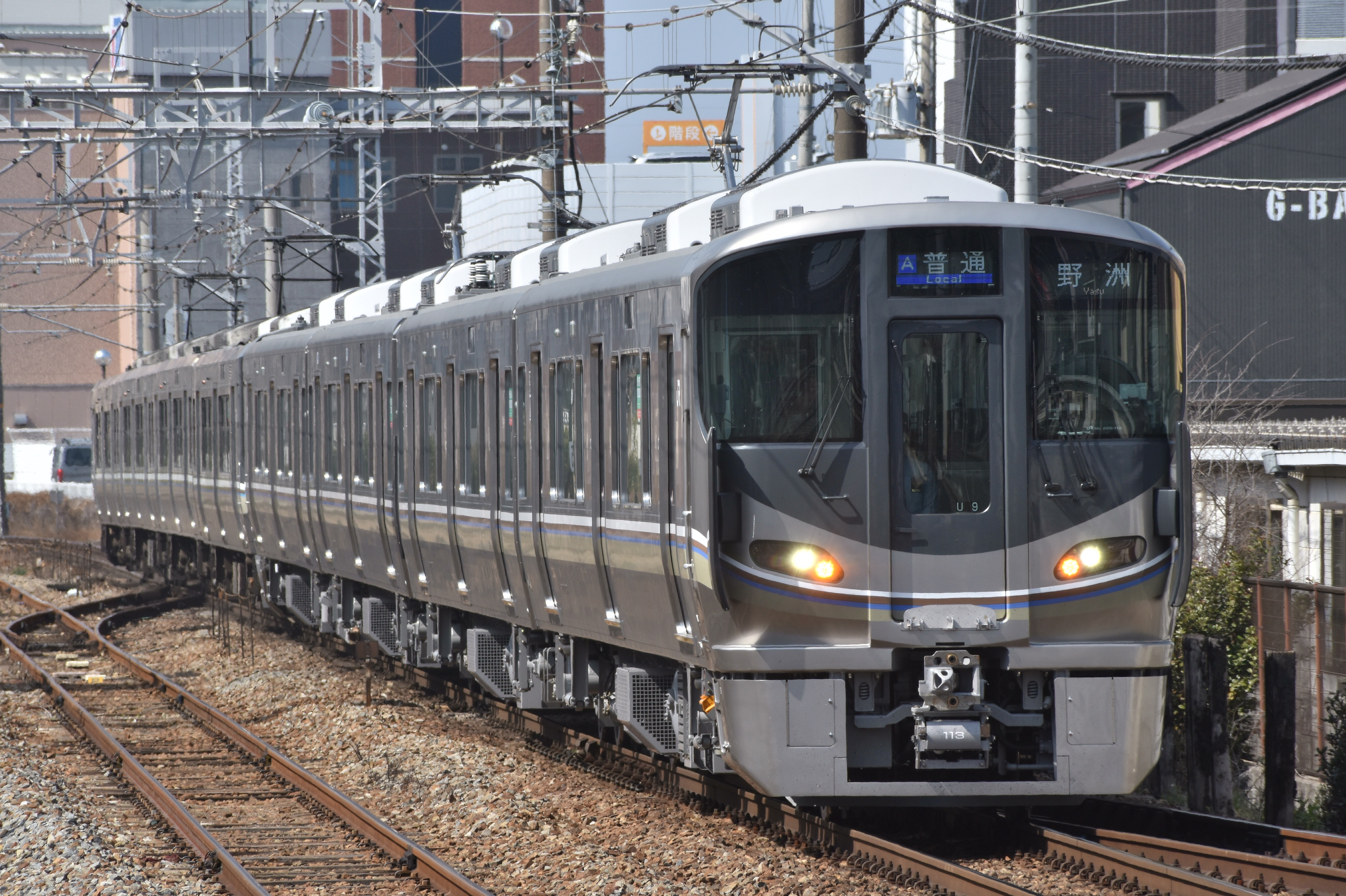
Série 225
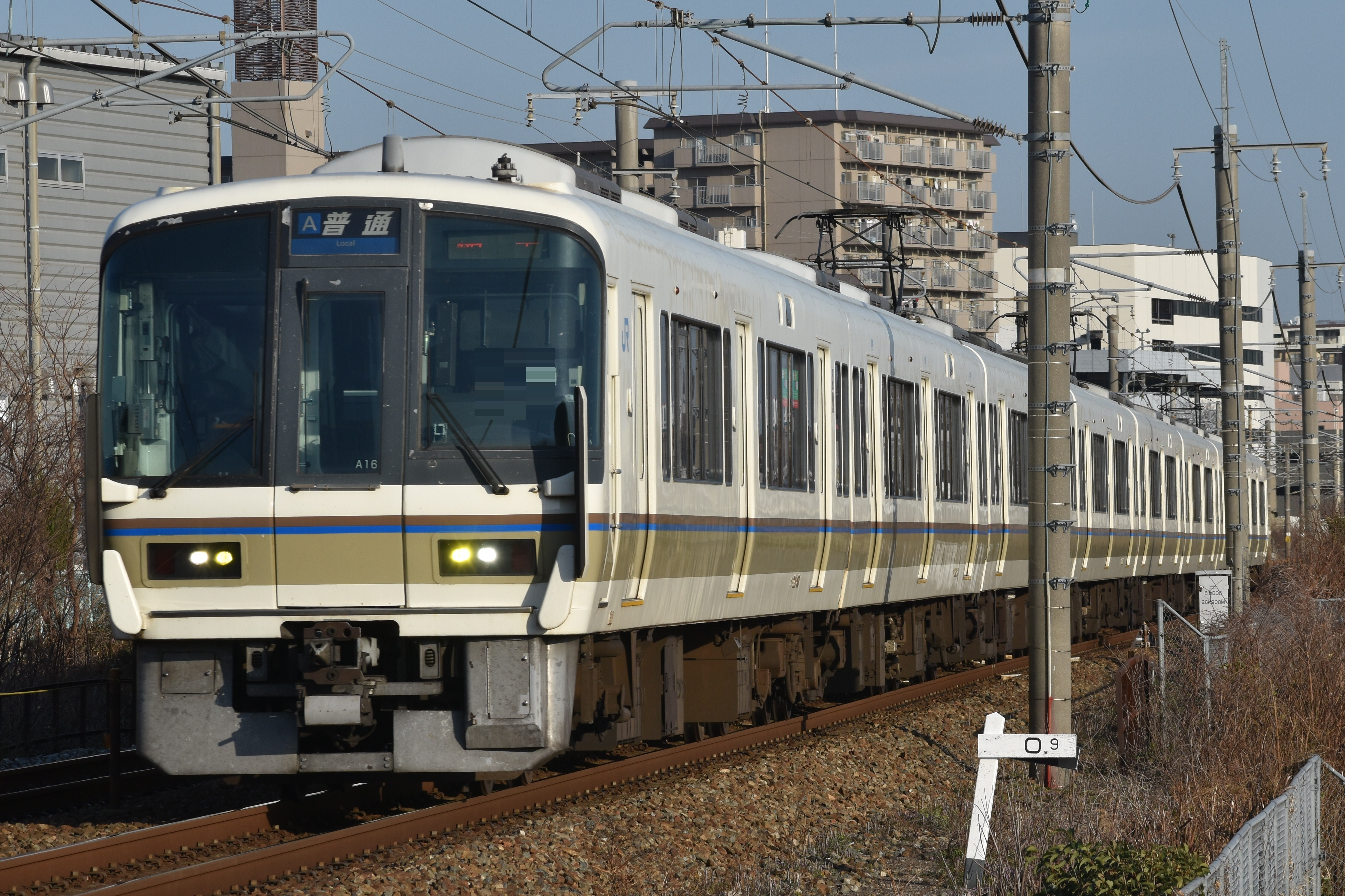
Série 221
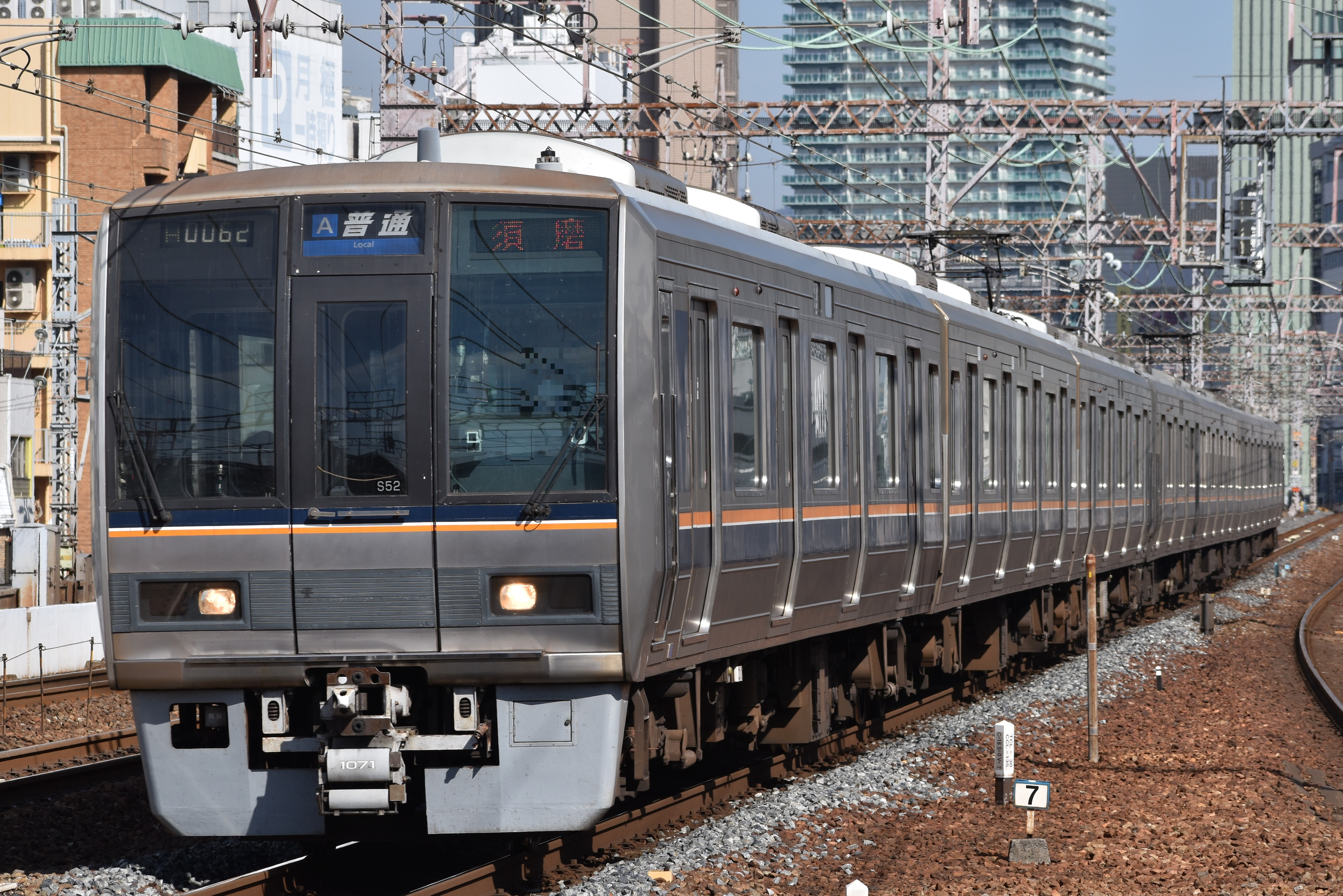
Série 207
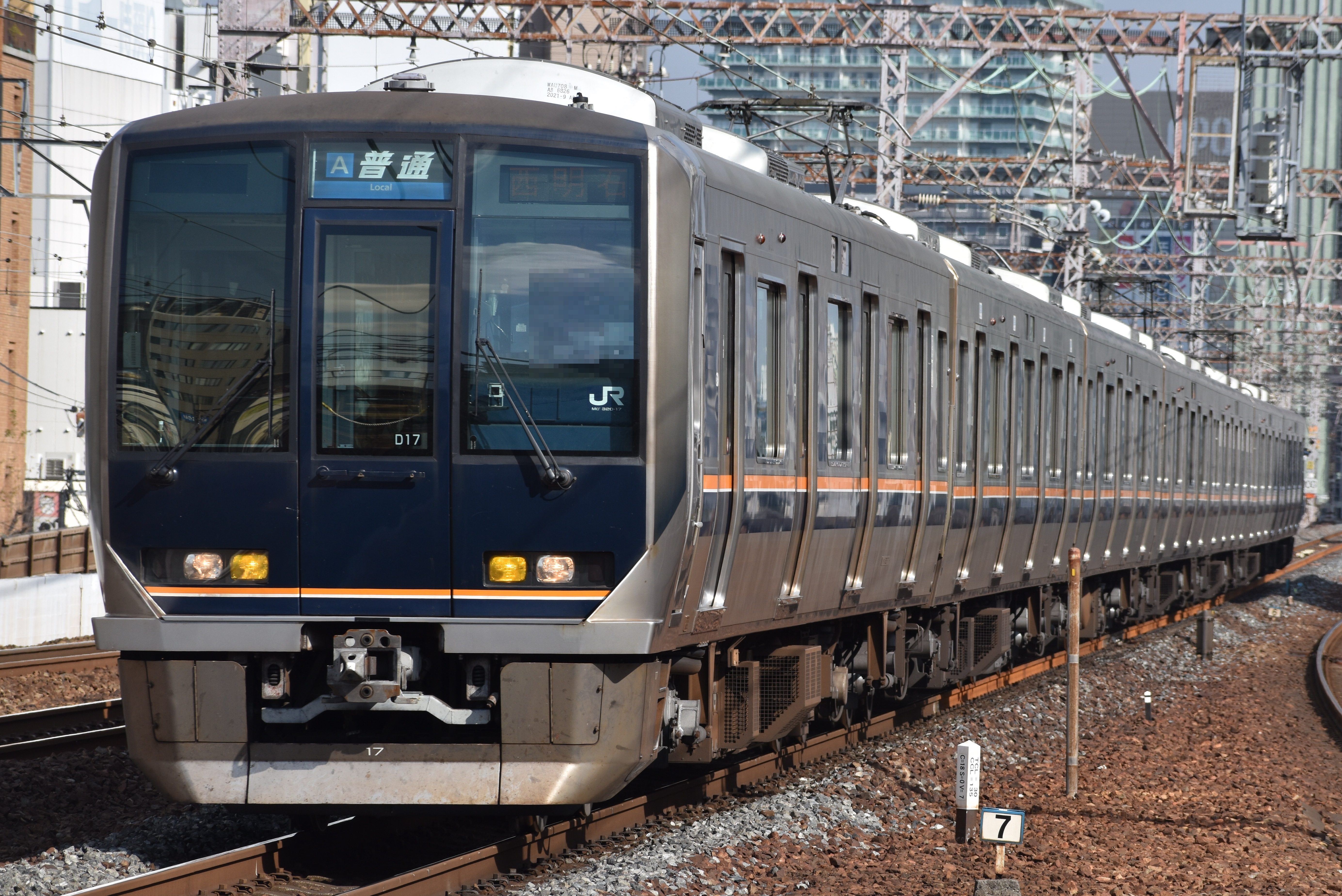
Série 321
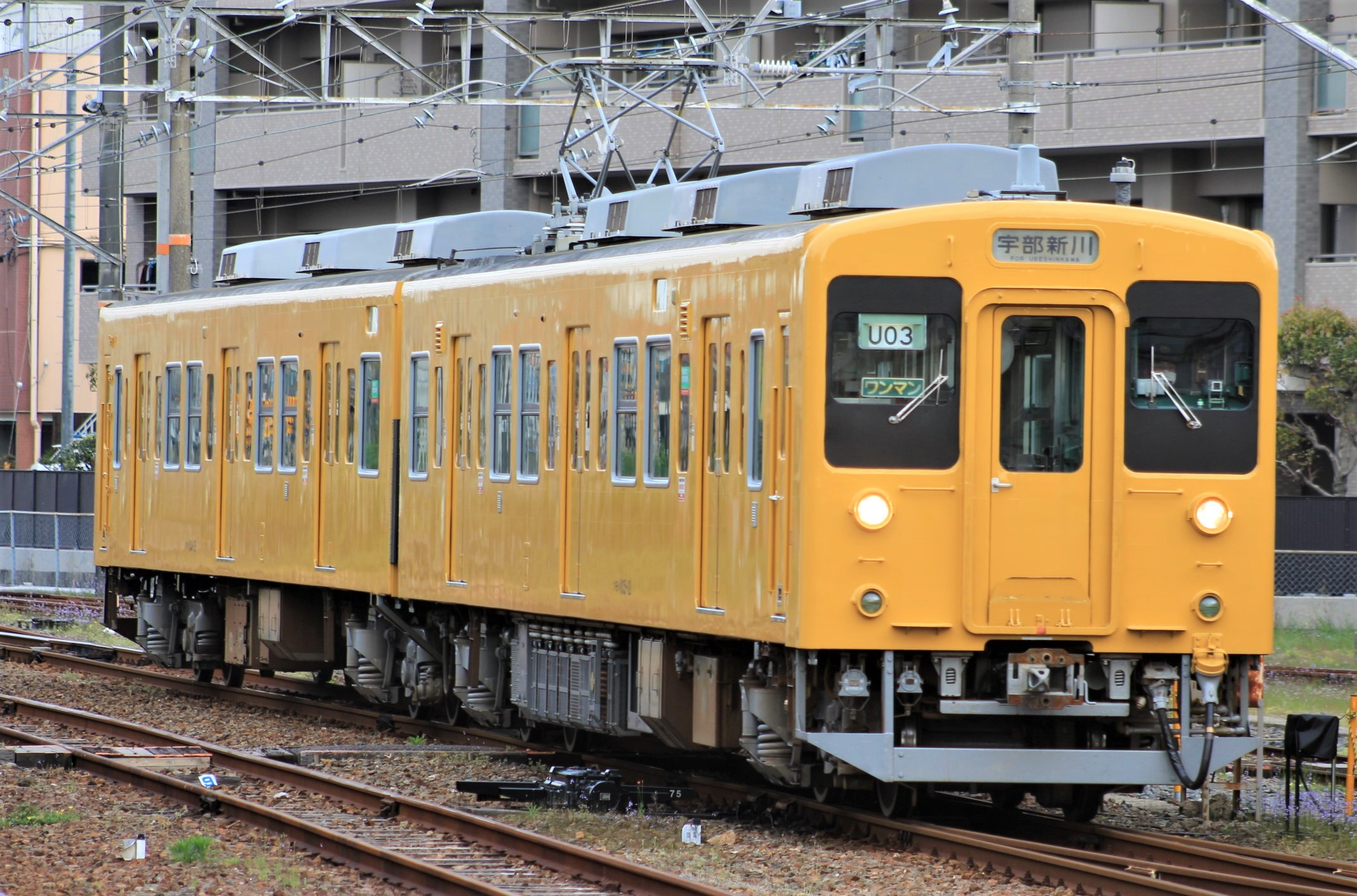
Série 105
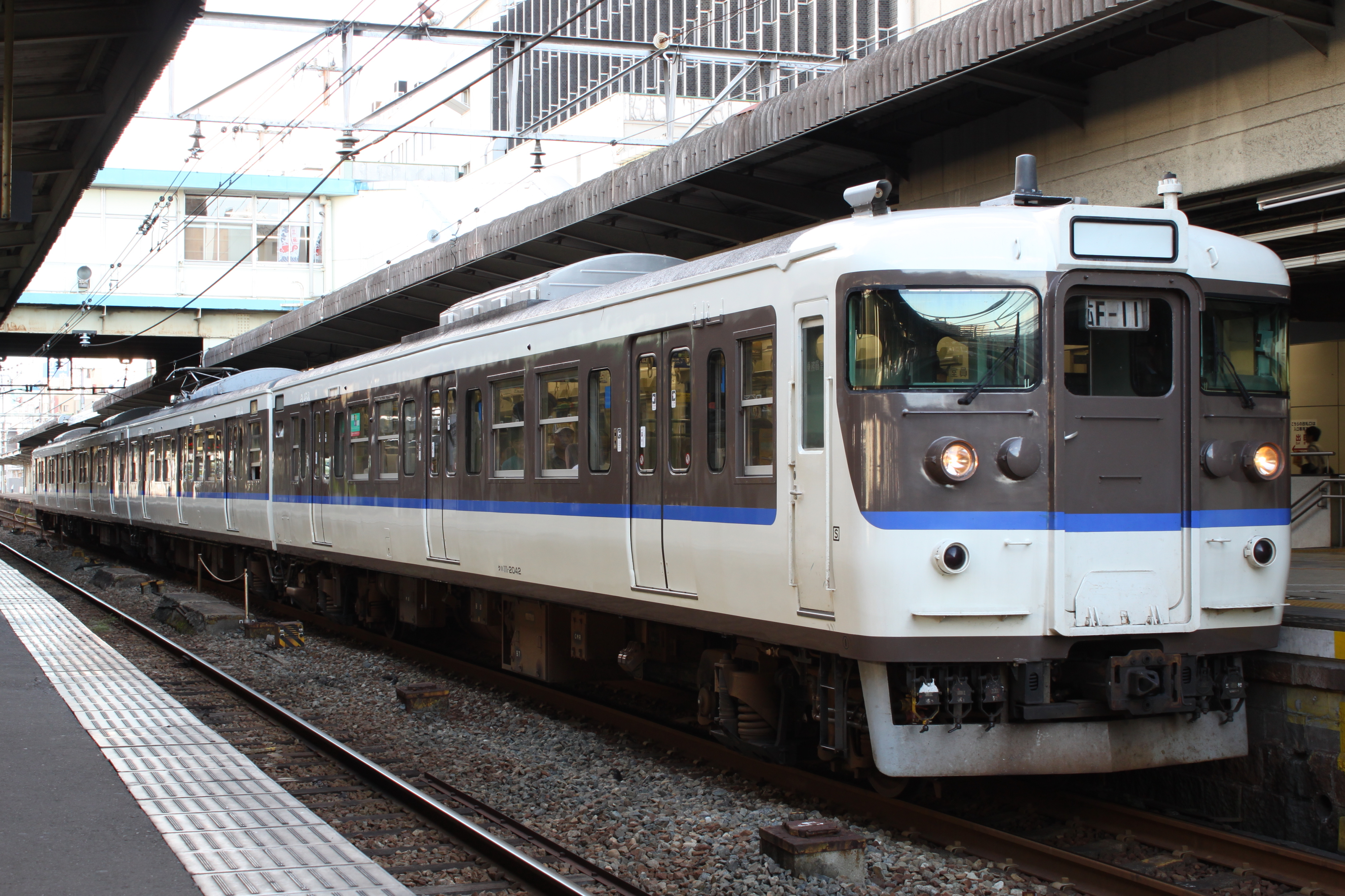
Série 113
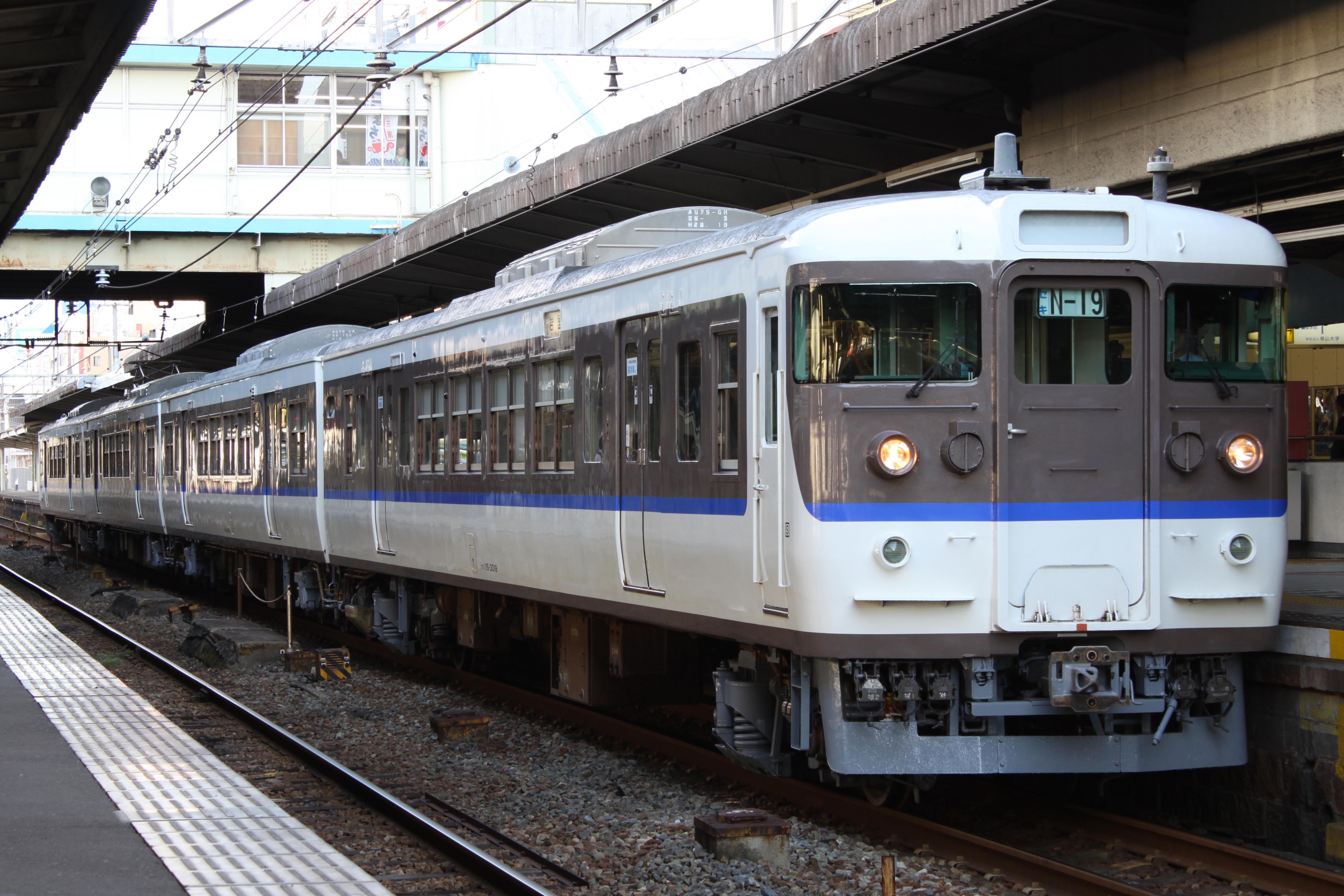
Série 115
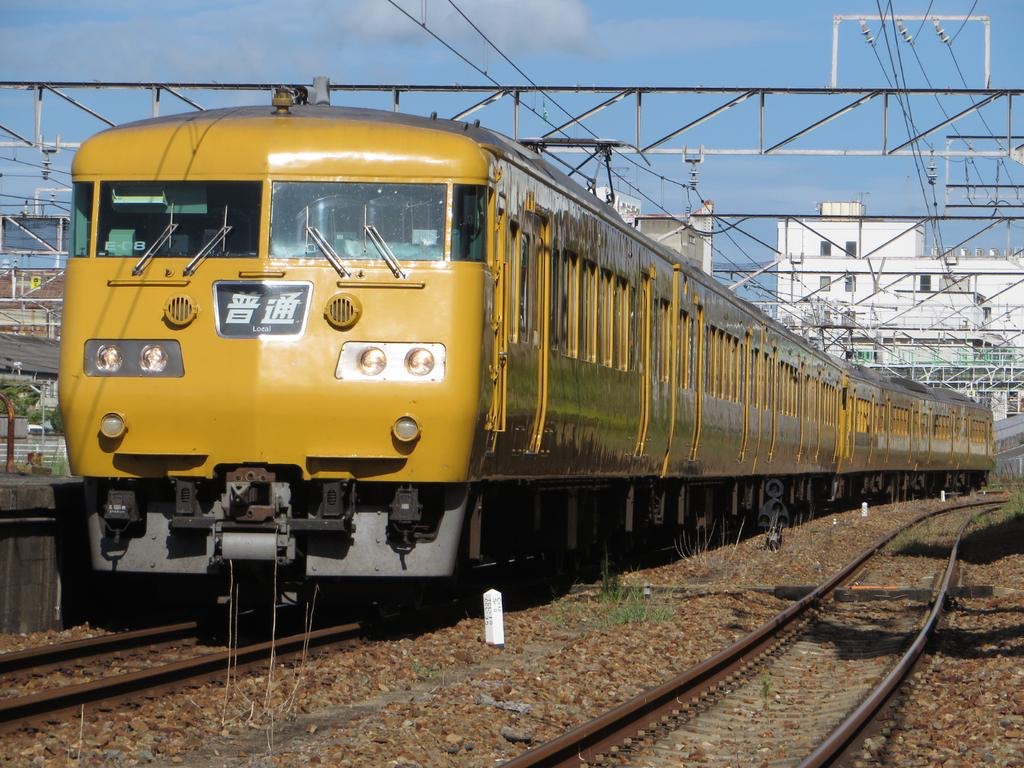
Série 117
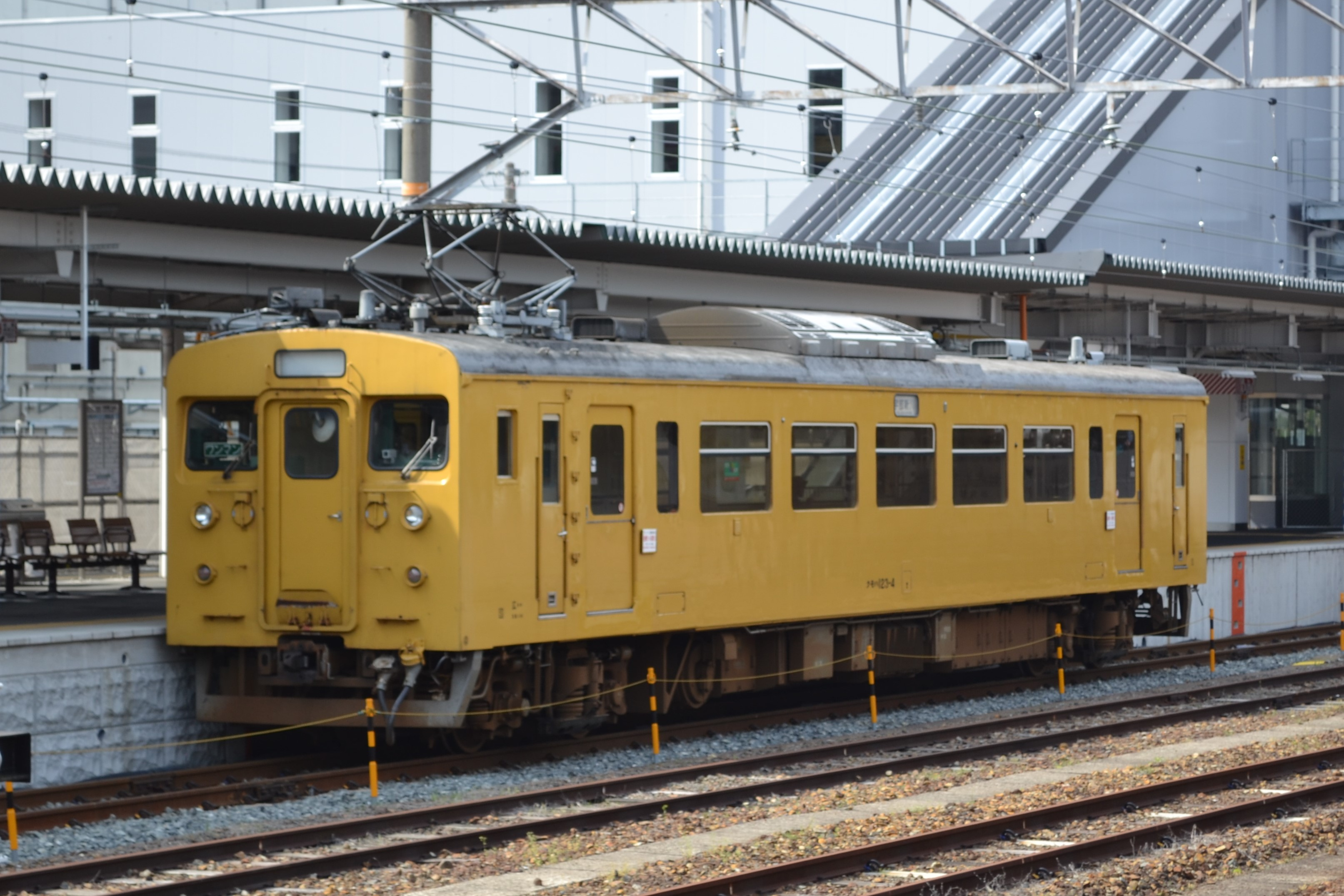
Série 123
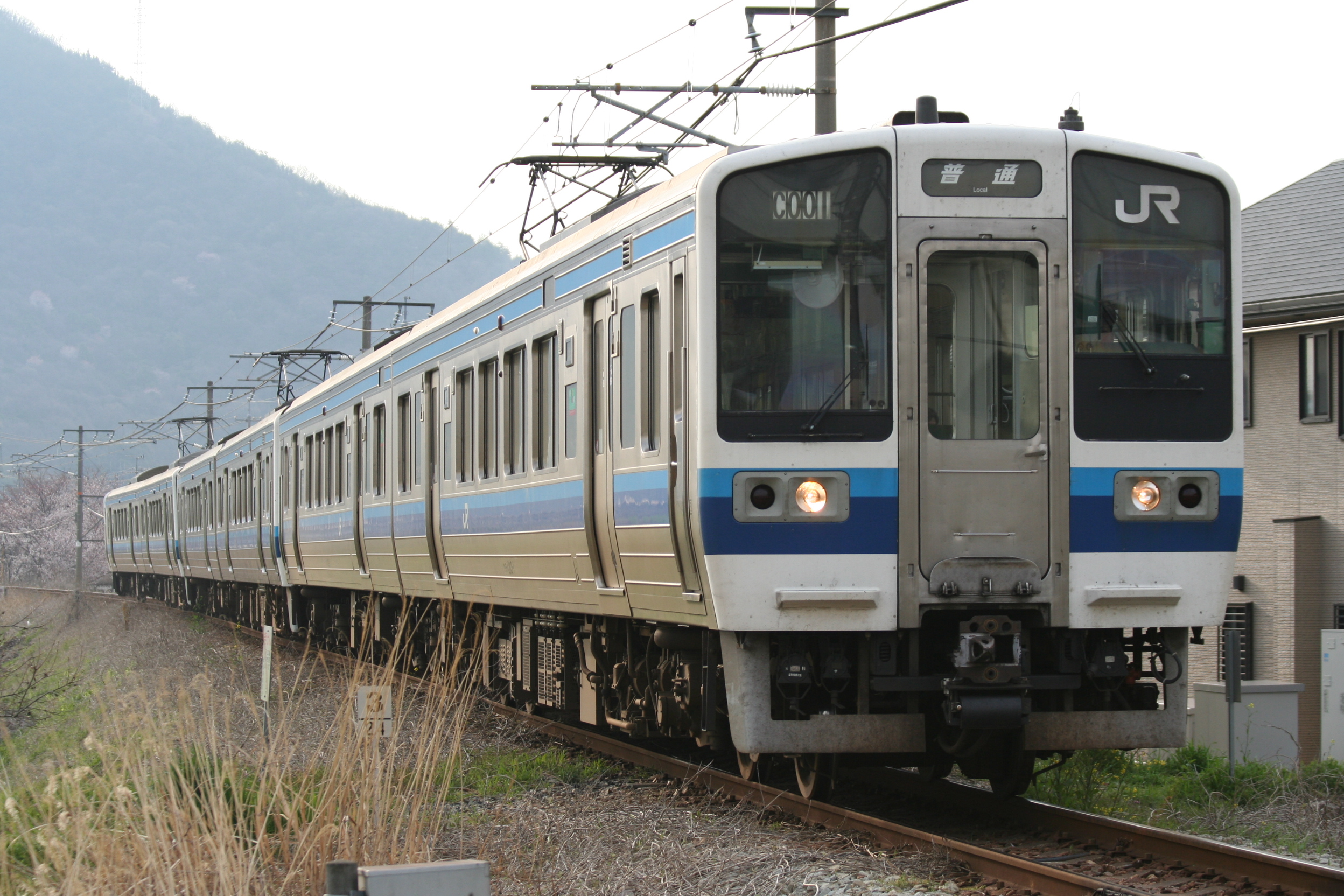
Série 213
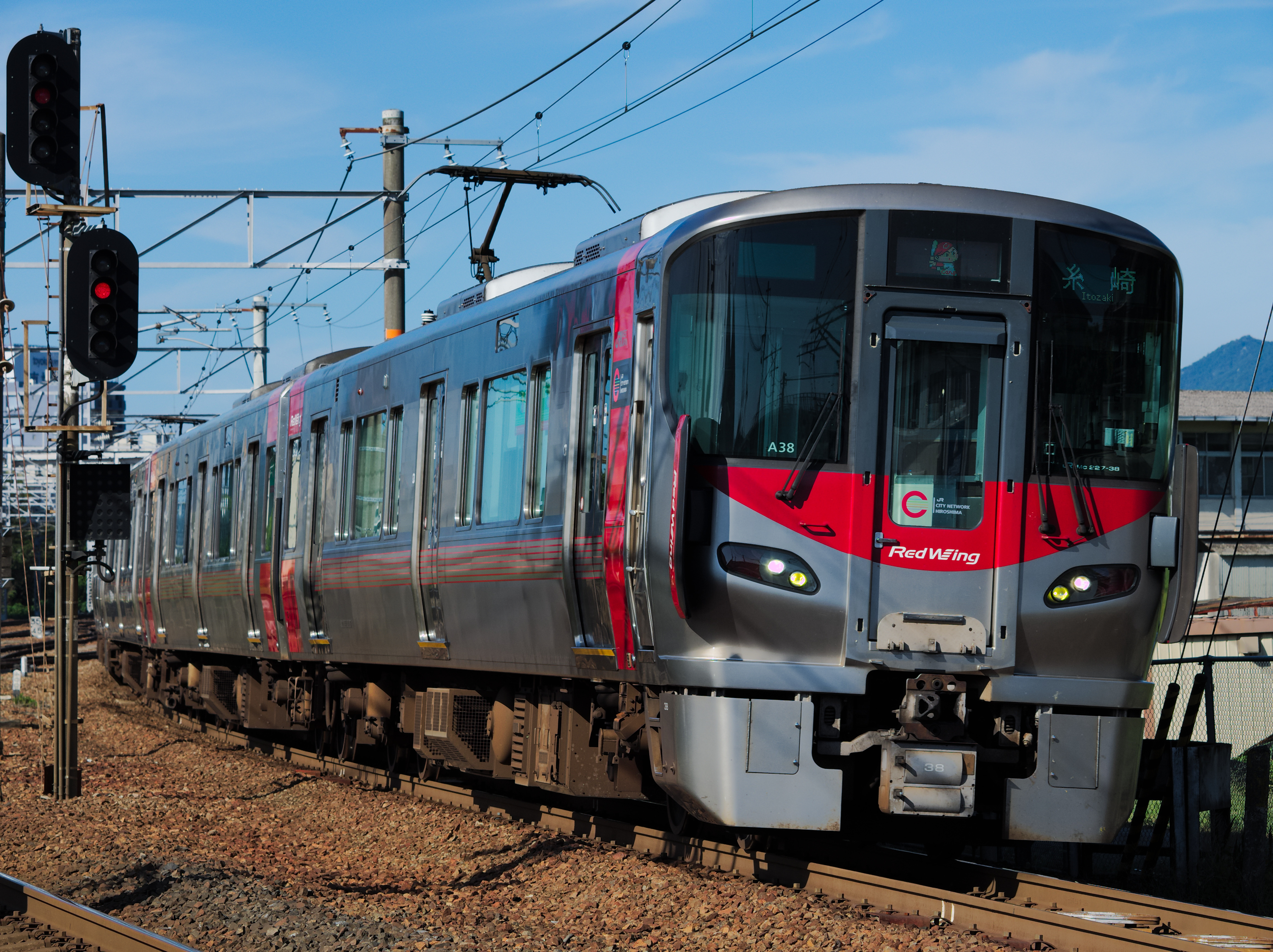
Série 227

### Diesel

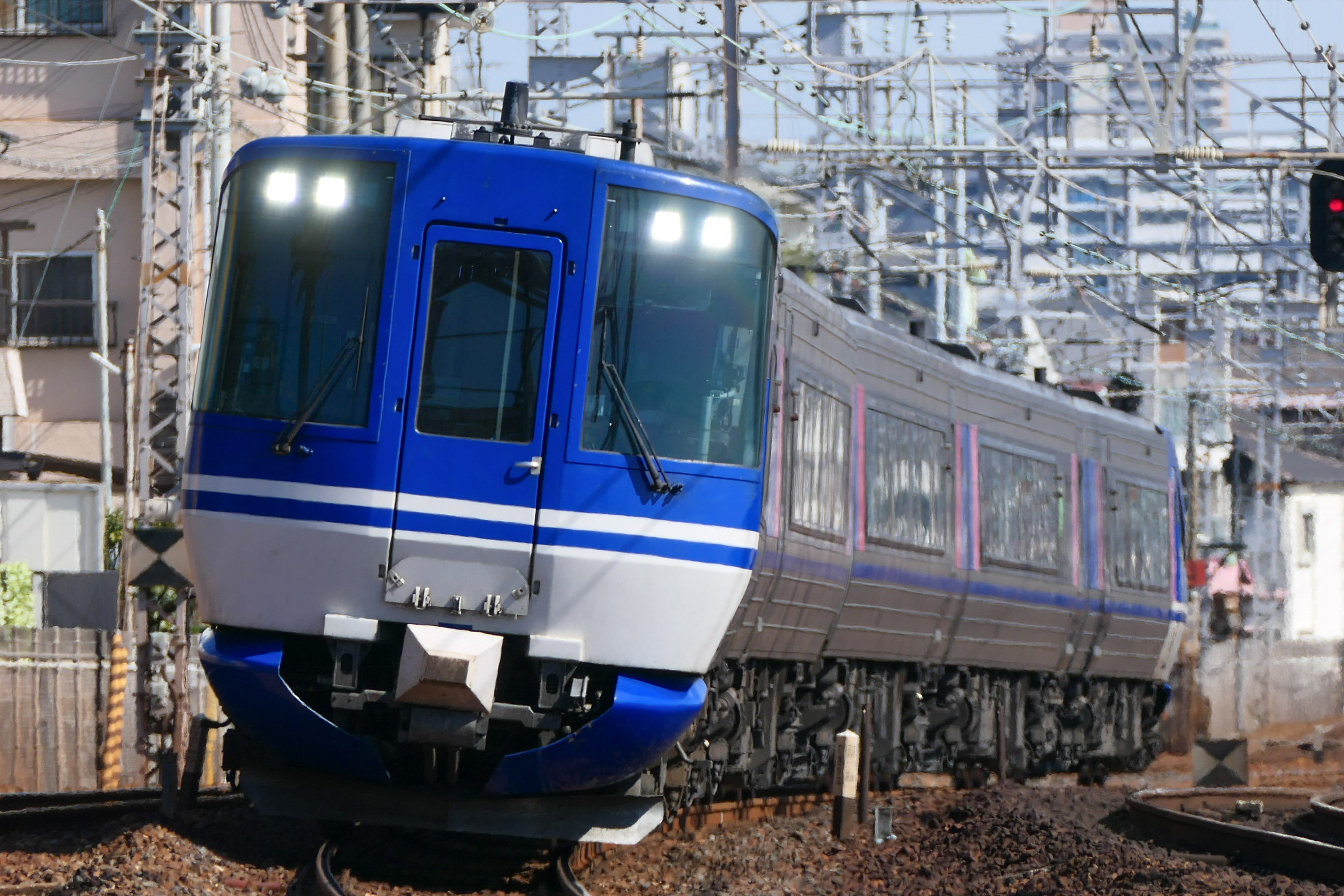
Série HOT7000 (Services Super Hakuto)
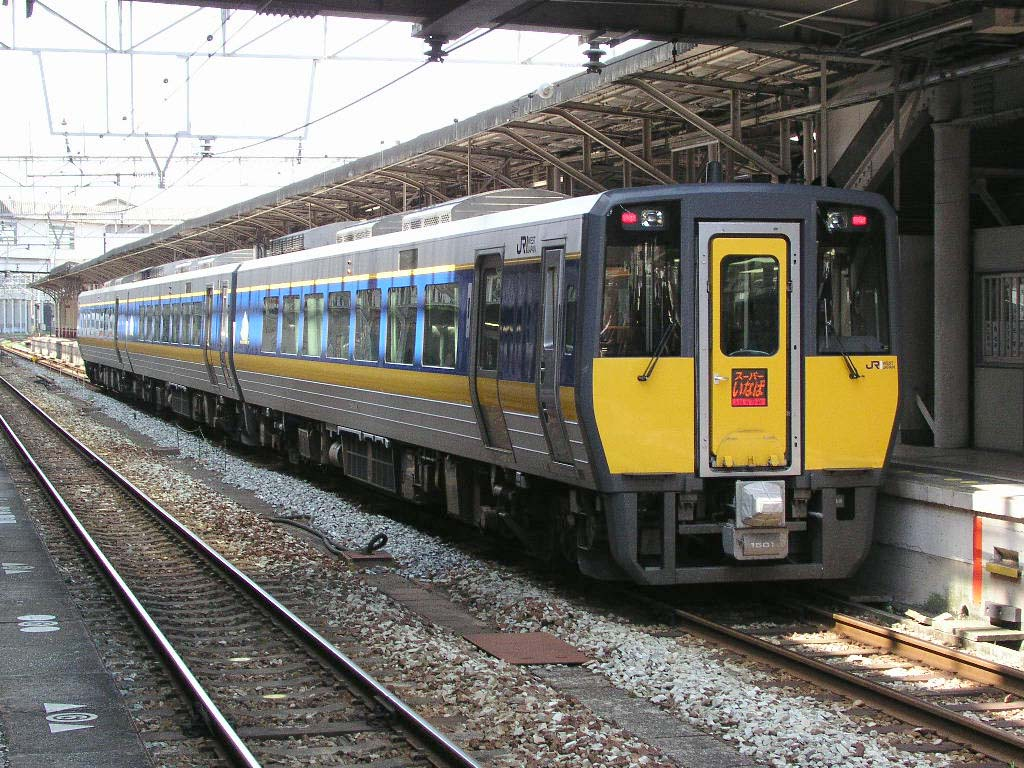
Série KiHa187 (Services Super Inaba)
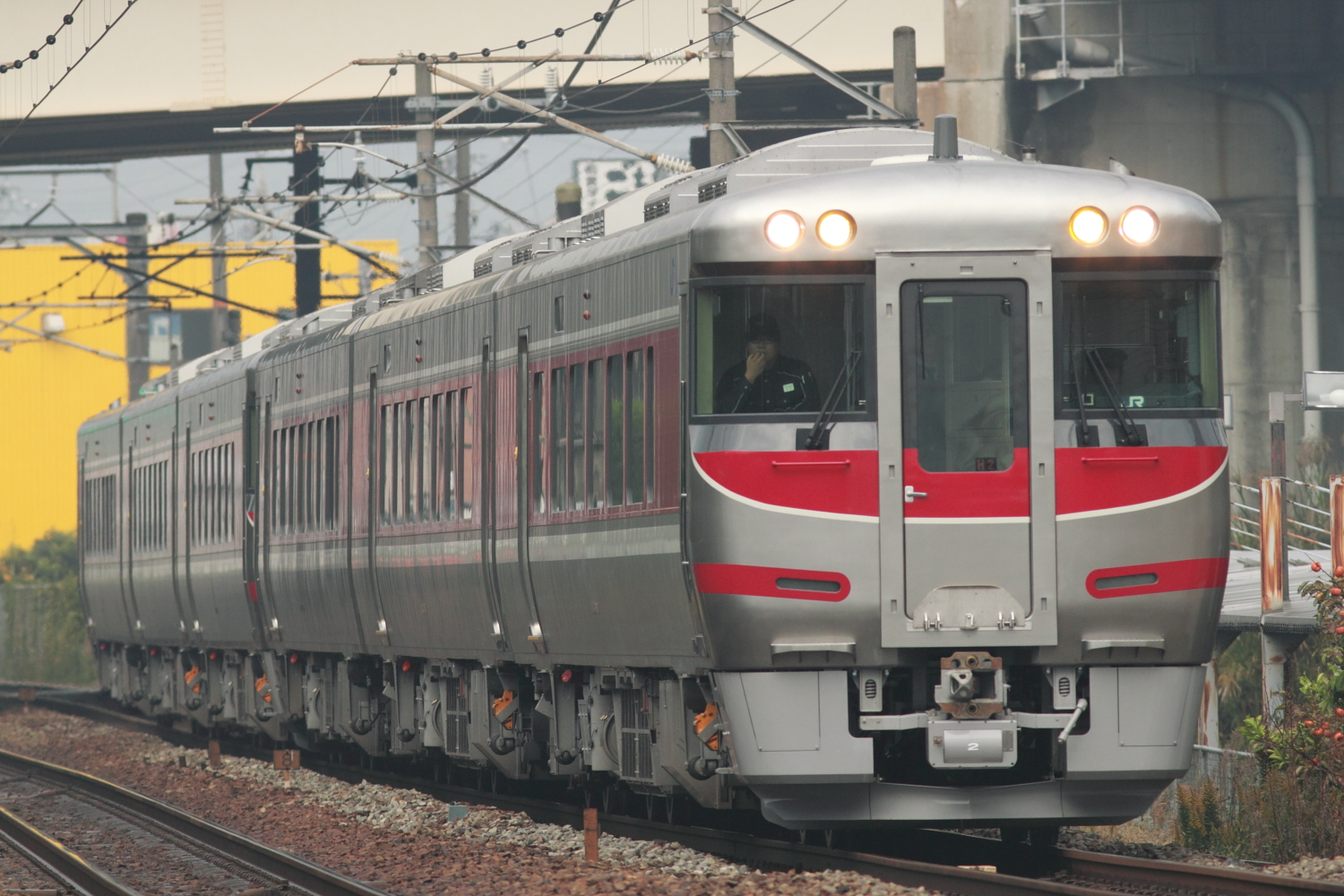
Série KiHa189 (Services Hamakaze)